# Lernaeenicus procerus
Lernaeenicus procerus är en kräftdjursart som först beskrevs av Joseph Leidy 1889.  Lernaeenicus procerus ingår i släktet Lernaeenicus och familjen Pennellidae. Inga underarter finns listade i Catalogue of Life.